# Hans Beimler (guionista)
Hans Anthony Beimler (nascut el 10 de juliol de 1953) és un guionista i productor de televisió estatunidenc d’origen mexicà, conegut pel seu treball a Star Trek: Deep Space Nine. Ha col·laborat sovint amb el productor Richard Manning.

## Primers anys
Beimler va néixer a Ciutat de Mèxic, Mèxic. El seu pare, un immigrant alemany, era director comercial i càmera i la seva mare, una americana, era autora i pintora. És el nét de la figura política històrica Hans Beimler. Va estudiar a la Universitat del Sud de Califòrnia, on es va graduar el 1977 amb un títol en producció cinematogràfica.
Van passar vuit anys abans que Beimler vengués el seu primer guió, durant els quals es va guanyar la vida com a càmera de documentals. el mateix tipus de treball en què participava el seu pare. Va arribar a ser ajudant de direcció per a diversos programes de televisió com ara Eye to Eye, però també va treballar en llargmetratges com ara El joc del falcó, Splash i Cocoon.

## Guionista
Beimler va aconseguir un lloc a l'equip de la sèrie de televisió Fame com a guionista, i va treballar per a programes com ara Knightwatch abans aconseguint un lloc de treball a Star Trek: La nova generació.
Beimler va escriure diversos episodis i va treballar com a editor d'arguments i coproductor de La nova generació de 1988 a 1990. Durant aquest període va col·laborar freqüentment amb Richard Manning. Després va ser coproductor executiu, director i guionista de la sèrie de curta durada TekWar, abans de treballar a Star Trek: Deep Space Nine de 1995 a 1999. Va tenir una aparició no acreditada com a personatge de holocoberta a l'episodi final de la sèrie, "What You Leave Behind".
El 2005, Beimler i el seu company exguionista de DS9 Robert Hewitt Wolfe van desenvolupar el pilot d'una sèrie anomenada Scarlett. Tractava sobre una autora que viu a Nova Orleans i que creu que els seus personatges estan cobrant vida. El pilot va ser desenvolupat per Cheyenne Productions, propietat de Bruce Willis.